# Stolonica pacificus
Stolonica pacificus är en sjöpungsart som först beskrevs av Monniot 1991.  Stolonica pacificus ingår i släktet Stolonica och familjen Styelidae. Inga underarter finns listade i Catalogue of Life.